# Nyceryx ericea
Nyceryx ericea là một loài bướm đêm thuộc họ Sphingidae. Loài này có ở Panama, Guatemala và Costa Rica tới Brasil và Bolivia.
Cá thể trưởng thành có lẽ mọc cánh quanh năm.